# Andrea Blas
Andrea Blas Martínez (Saragoça, 14 de fevereiro de 1992) é uma jogadora de polo aquático espanhola, medalhista olímpica.

## Carreira
Blas fez parte da equipe da Espanha que conquistou a medalha de prata nos Jogos Olímpicos de 2012, em Londres.